# Лавлейс, Вэнс
Вэнс Оделл Лавлейс (англ. Vance Odell Lovelace, 9 августа 1963, Тампа, Флорида) — американский бейсболист, питчер, спортивный функционер. Выступал в Главной лиге бейсбола с 1988 по 1990 год. После завершения карьеры работал тренером и скаутом. С 2006 года работает на различных должностях в клубе «Лос-Анджелес Доджерс». 

## Карьера
Вэнс Лавлейс родился 9 августа 1963 года в Тампе. Он окончил школу Хиллсборо. На драфте Главной лиги бейсбола 1981 года был выбран в первом раунде под общим шестнадцатым номером клубом «Чикаго Кабс». В 1982 году Лавлейс выступал за «Квад-Сити Кабс» в Лиге Среднего запада, где одержал четыре победы при шести поражениях с пропускаемостью 4,98. В январе 1983 года его обменяли в «Лос-Анджелес Доджерс».
В декабре 1985 года во время драфта по правилу № 5 Лавлейс перешёл в систему «Калифорнии Энджелс». В Главной лиге бейсбола он дебютировал 10 сентября 1988 года. После двух сезонов в составе Энджелс Вэнс получил статус свободного агента и в декабре 1989 года подписал контракт с «Сиэтлом». Суммарно за три года в Главной лиге бейсбола он сыграл девять матчей. После 1990 года Лавлейс играл в младших лигах, карьеру он завершил в 1995 году. 
В 1997 году он был назначен тренером питчеров клуба Северной лиги «Нью-Джерси Джакалс». Одновременно он выполнял обязанности ассистента генерального менеджера клуба. В «Джакалс» Лавлейс провёл три сезона. С 2001 года он работал скаутом в «Лос-Анджелес Доджерс». В 2006 году Вэнса повысили в должности до специального ассистента генерального менеджера. На этом посту он продолжал заниматься скаутингом, был советником по вопросам перемещений игроков между фарм-клубами. В декабре 2009 года Лавлейс был назначен директором «Доджерс» по персоналу. В ноябре 2012 года он занял пост одного из вице-президентов клуба. В 2014 году на должности его сменил Гейлен Карр, Лавлейс был назначен специальным советником президента клуба Стэна Кастена. 